# Myctophum
Myctophum és un genus de mictòfids, algunes espècies del qual, tal com el M. punctatum, destaquen per tindre el tret Stylophthalmine en la seua forma larval.

## Taxonomia
Actualment hi ha 16 espècies reconegudes en este genus:
- Myctophum affine (Lütken, 1892)
- Myctophum asperum J. Richardson, 1845 (Peix llanterna espinós)
- Myctophum aurolaternatum Garman, 1899 (Peix llanterna daurat)
- Myctophum brachygnathum (Bleeker, 1856)
- Myctophum fissunovi Becker i Borodulina, 1971
- Myctophum indicum (F. Day, 1877)
- Myctophum lunatum Becker i Borodulina, 1978
- Myctophum lychnobium Bolin, 1946
- Myctophum nitidulum Garman, 1899 (Peix llanterna perlí)
- Myctophum obtusirostre Tåning, 1928
- Myctophum orientale (C. H. Gilbert, 1913) (Peix llanterna oriental)
- Myctophum ovcharovi Tsarin, 1993
- Myctophum phengodes (Lütken, 1892) (Peix llanterna llampant)
- Myctophum punctatum Rafinesque, 1810 (Peix llanterna clapejat)
- Myctophum selenops Tåning, 1928 (Peix llanterna de Wisner)
- Myctophum spinosum (Steindachner, 1867) (Peix llanterna punxegut)